# Spirorbis lucidus
Spirorbis lucidus är en ringmaskart. Spirorbis lucidus ingår i släktet Spirorbis och familjen Serpulidae.

## Underarter
Arten delas in i följande underarter:
- S. l. groenlandica
- S. l. cornea